# Toys "R" Us
Toys "R" Us (nome grafado no logotipo como Toys Я Us e, anteriormente, como Toys "Я" Us) é uma empresa multinacional norte-americana responsável por uma rede internacional que tinha cerca de 1.500 lojas de brinquedos.

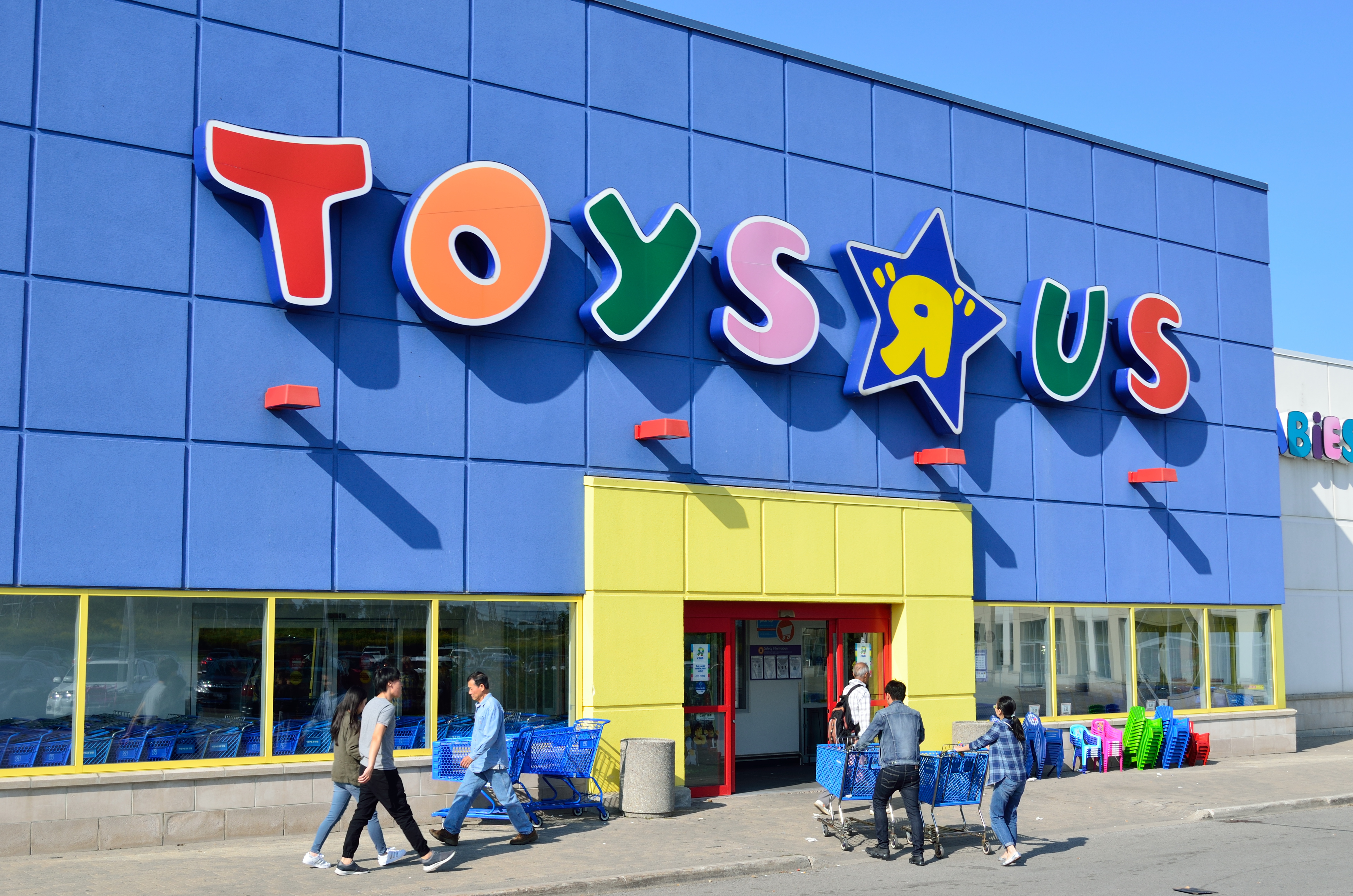
Fachada de uma loja da Toys "R" Us.

Fundada em 1948 por Charles Lazarus em Washington, DC, o capital da empresa pertence desde 2005 ao consórcio formado pelas empresas Bain Capital, Kohlberg Kravis Roberts & Co. (KKR) e Vornado Realty Trust.
A sede da empresa está localizada em Wayne, Nova Jersey.
Em Portugal a cadeia de lojas está presente nos principais centros comerciais do país, como o Almada Forum, Colombo, Mar Shopping, em Vila Nova de Gaia (junto ao GaiaShopping), CascaiShopping, entre outros.
A empresa entrou com um pedido de concordata nos Estados Unidos em 18 de setembro de 2017, e também entrou com pedido de concordata no Canadá (consulte a Lei de acordo de credores das empresas). Declarou que suas lojas continuarão a operar, mas mesmo assim anunciou a liquidação e o fechamento de 382 localidades, pelo menos metade dessas localizações de Babies "R" Us. Espera-se que os eventos de venda de liquidação ocorram em lojas adicionais da Toys "R" Us. Coisa que não aconteceu. 
Foi anunciado em 14 de março de 2018, que todas as lojas no Reino Unido fechariam. No dia seguinte, em 15 de março de 2018, foi anunciado que a Toys "R" Us está oficialmente saindo do negócio e vendendo todos os 800 de suas lojas nos EUA. Além disso, todas as 1758 lojas em todo o mundo seriam vendidas. 

## Toys “R” Us Ibéria
Em Agosto de 2018 as operações na Peninsula Ibérica foram adqueridas por investidores portugueses.
A Toys “R” Us Ibéria facturou em 2018 152 milhões de euros, sendo a sua quota de mercado de 15%. Tem (em 2019) 59 lojas e mais de 1300 colaboradores.